# Mihály Zichy
Mihály Zichy (Zala, Somogy, Hungría, 14 de septiembre de 1827 - San Petersburgo, Rusia, 28 de febrero de 1906) fue un pintor y artista gráfico húngaro, representante de la pintura romántica de su país.

## Historia
Durante sus estudios de Derecho en Pest en 1842, también asistió a la escuela Jakab Marastoni. En Viena fue discípulo de Ferdinand Georg Waldmüller en 1844. Barco salvavidas, su primera gran obra, proviene de esta época. Por recomendación de Waldmüller, se convirtió en profesor de arte en San Petersburgo. Juró lealtad a la libertad pintando el retrato de Lajos Batthyány, el primer ministro de Hungría en 1849. A partir de 1850, trabajó como retocador, pero también hizo dibujos a lápiz, acuarelas y retratos al óleo. La serie sobre la caza de Gatchina ordenada por el zar ruso le elevó a artista de la corte. Fundó una sociedad para apoyar a los pintores necesitados. Auto de fe sobre los horrores de la Inquisición española fue pintado en 1868. Viajó por Europa en 1871 y se estableció en París en 1874.
Pintó La Reina Isabel depositando flores junto al féretro de Ferenc Deák bajo pedido de Treffort. Drink Bout de Enrique III de 1875 fue su siguiente gran cuadro. La victoria del genio de la destrucción, pintado para la Exposición Universal de París fue prohibida por las autoridades francesas por su atrevido mensaje antimilitarista. Salió de París en 1881 y regresó a San Petersburgo después de breves estancias en Niza, Viena y Zala. A partir de entonces, se dedicó sobre todo a las ilustraciones (La tragedia del hombre por Imre Madách de 1887, y Veinticuatro baladas de János Arany, 1894-1898).

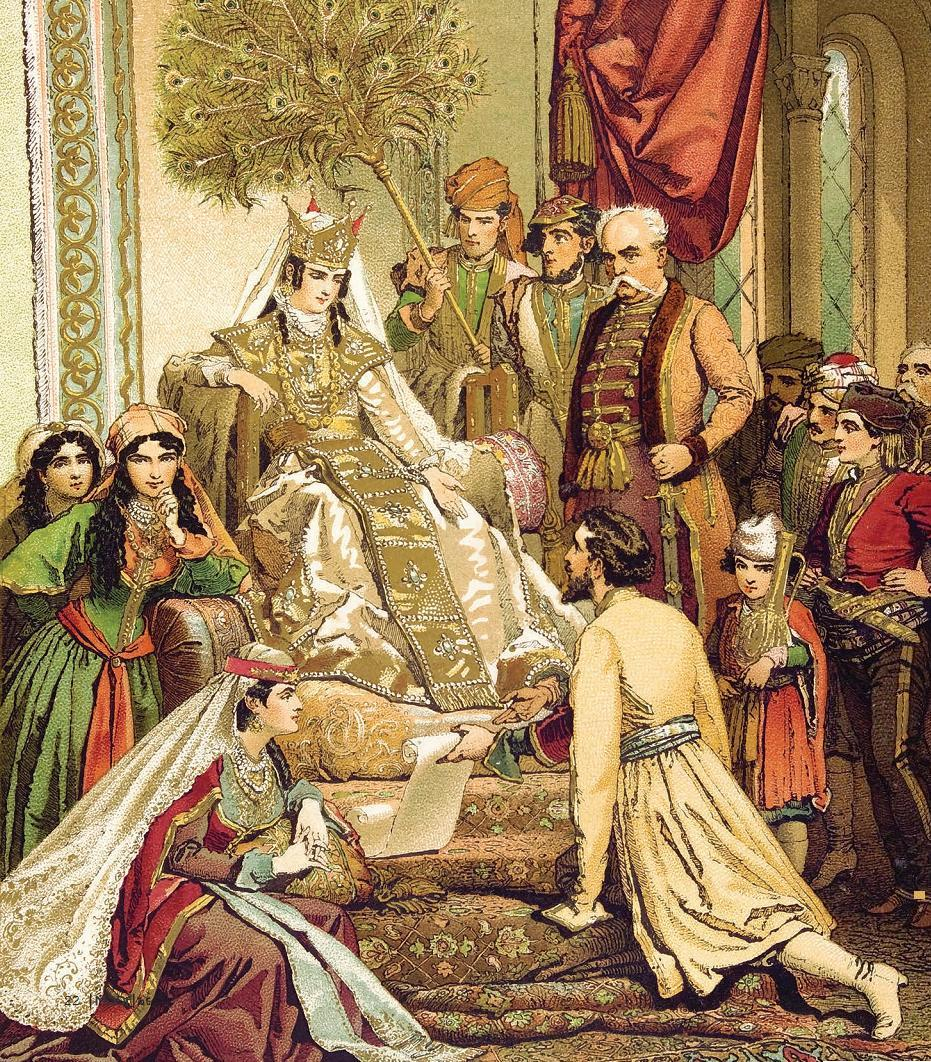
Shota Rustaveli presenta su poema a la Reina Tamar de Georgia
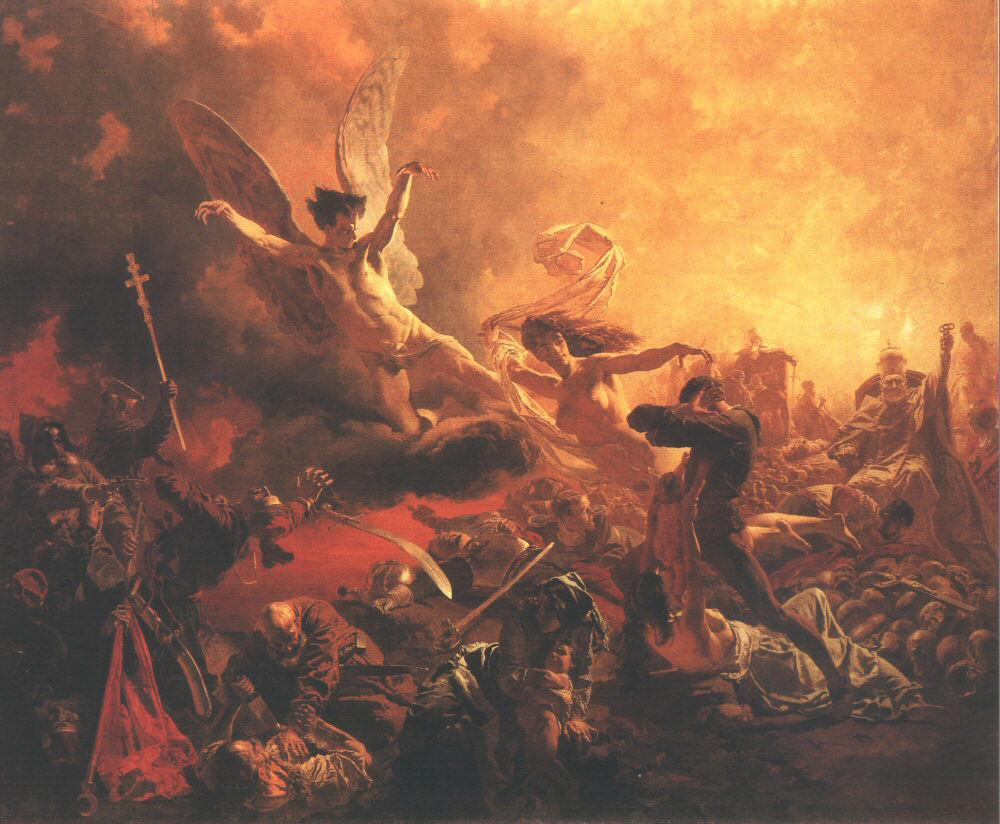
El triunfo del genio de la destrucción
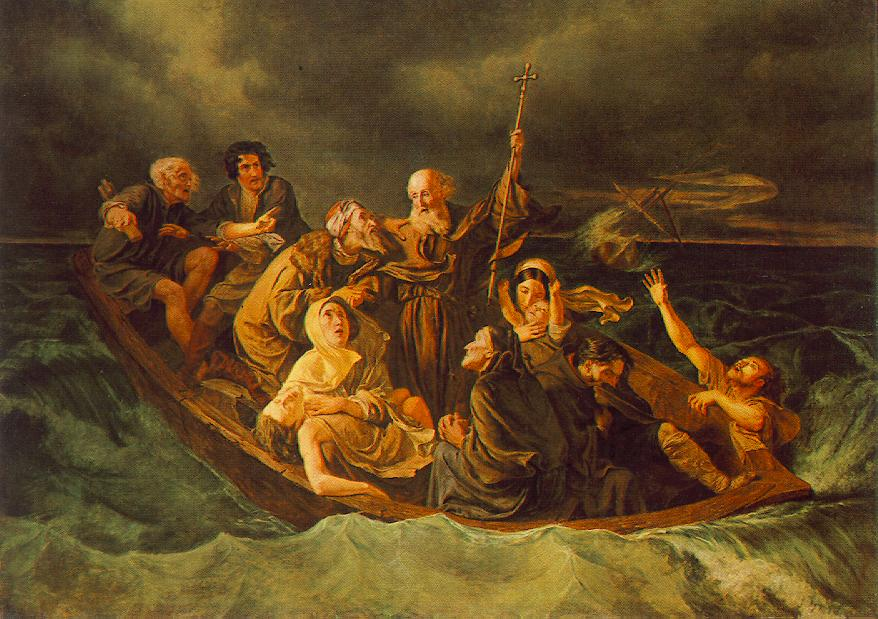
Bote salvavidas
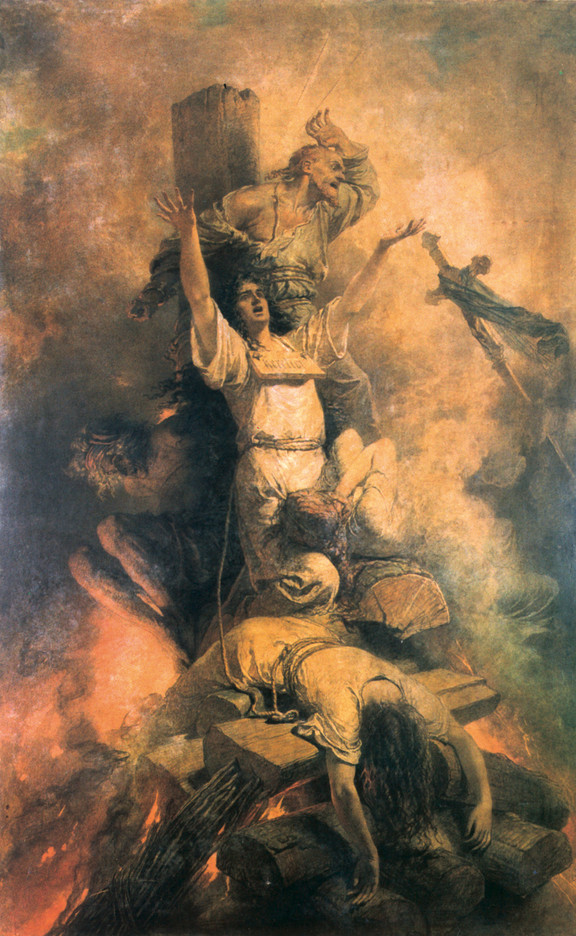
Auto de fe (1868).